# Scholastique Mukasonga
Scholastique Mukasonga és una escriptora ruandesa tutsi d'expressió francesa nascuda el 1956 i resident a Normandia. Ha guanyat el premi Ahmadou-Kourouma i el premi Renaudot en 2012.
La seva vida està marcada per tràgics episodis de la història de Rwanda. El 1960, la seva família es va traslladar a una regió no saludable de Ruanda, Nyamata al Bugesera. En 1973, va ser expulsada de l'escola de treballadors socials a Butare i va haver d'exiliar-se a Burundi. Es va establir a França l'any 1992.
El 1994, l'any del genocidi de Ruanda, va saber que 37 membres de la seva família havien estat massacrats, inclosa la seva mare Stefania.
Ha escrit nombrosos llibres, entre els quals destaca la seva primera novel·la Nostra Senyora del Nil (2012), ubicada en una escola a la Ruanda dels anys setanta que reflecteix la divisió i l’odi contra els tutsis que, unes dècades més tard, abocaria el país a l’horror. Destaquen també altres novel·les com Kibogo (Gallimard, 2020) i Sister Deborah (Gallimard, 2022) i memòries com Inyenzi ou les Cafards (Gallimard, 2006), que narra les humiliacions i el terror que l’autora va viure durant la seva infància, i La femme aux pieds nus (Gallimard, 2008). La seva literatura, que beu de la tradició oral, explora temes com el dol i el record, el paper de la comunitat femenina i l’educació o el llegat de la cristianització de Ruanda. Mukasonga ha estat candidata al Nobel de Literatura l’any 2022 i guardonada amb el premi Renaudot 2012, el premi Simone de Beauvoir 2021 i el Chevalier des Arts et des Lettres.

## Obres
- Inyenzi ou les Cafards (Continents Noirs). Gallimard, París, 2006, ISBN 978-2-07-077725-9.
- La Femme aux pieds nus (Continents Noirs). Gallimard, París, 2008, ISBN 978-2-07-011983-7.
- L'Iguifou. Nouvelles rwandaises (Continents Noirs). Gallimard, París, 2010, ISBN 978-2-07-012791-7.[3]
- Notre-Dame du Nil (Continents Noirs). Gallimard, París, 2012, ISBN 978-2-07-013342-0. Premi Renaudot.
- Ce que murmurent les collines (Continents Noirs). Gallimard, París, 2014, ISBN 978-2-07-014538-6.[4]
- Cœur tambour, Gallimard/La Blanche, 2014.[5]
- Un si beau diplôme !, Gallimard/La Blanche, 2018